# Động đất Port-au-Prince 1770
Động đất Port-au-Prince 1770 là trận động đất xảy ra lúc 7:15 chiều ngày 3 tháng 6 năm 1770, trên đứt gãy Enriquillo gần Port-au-Prince, Saint-Domingue, lúc này là thuộc địa của Pháp mà nay là nước Haiti.
Trận động đất mạnh đến mức phá hủy thành phố Port-au-Prince, và san bằng tất cả tòa nhà nằm giữa Lake Miragoâne và Petit-Goâve ở phía tây của Port-au-Prince. Đồng bằng the Cul-de-Sac là một thung lũng tách giãn nằm bên dưới Port-au-Prince kéo dài vào lãnh thổ của Cộng hòa Dominicana đã xuất hiện hiện tượng hóa lỏng đất. Ngôi làng Croix des Bouquets chìm hoàn toàn xuống biển. Các chấn động được cảm nhận ở Cap-Haïtien cách đó khoảng 160 km tính từ chấn tâm dự đoán ở Léogâne Arrondissement. Một số miệng núi lửa ở đảo của Jamaica bị sụp xuống. Mặt đất bên dưới Port-au-Prince hóa lỏng, nhấn chìm tất cả các tòa nhả kể cả các tòa nhà đã từng đứng vững trong trận động đất năm 1751. Trận động đất đã tạo ra sóng thần tấn công vào bờ biển dọc theo vịnh Gonâve, và có lẽ đã làm gập 7,2 km đất liền vào vùng trũng Cul-de-Sac.
Ước tính có 200 người chết ở Port-au-Prince trong các tòa nhà bị sập, bao gồm 79 trong số 80 người trong bệnh viện của Port-au-Prince. Con số thiệt mạng có thể cao hơn nhưng do có 2 dư chấn diễn ra trong vòng 4 phút trước khi trận động đất chính xảy ra nên người ta có thời gian để chạy ra khỏi các tòa nhà. Trận động đất đã tạo cơ hội cho hàng ngàn nô lệ thoát khỏi trong hỗn loạn, kinh tế địa phương bị sụp đổ và nạn đói đã làm 15.000 nô lệ chết. Hơn 15.000 người cũng bị chết do bệnh than khi ăn phải thịt bị nhiễm bệnh có nguồn gốc từ Tây Ban Nha.